# 354 km (rejon nielidowski)
354 km (ros. 354 км) – przystanek kolejowy w miejscowości Diatłowo, w rejonie nielidowskim, w obwodzie twerskim, w Rosji. Położony jest na linii Moskwa - Siebież.